# Солонцы (Луганская область)
Солонцы (укр. Солонці) — село, относится к Троицкому району Луганской области Украины.
Население по переписи 2001 года составляло 261 человек. Почтовый индекс — 92131. Телефонный код — 6456. Занимает площадь 15,5 км². Код КОАТУУ — 4425483209.

## Местный совет
92131, Луганська обл., Троїцький р-н, с. Новознам`янка, вул. Шкільна, 13  (укр.)